# Константинос Митроглу
Константинос Костас Митроглу (грч. Κωνσταντίνος Κώστας Μήτρογλου; Кавала, 12. март 1988) је грчки фудбалер. Игра на позицији нападача.
Одрастао је у Немачкој и започео је каријеру у клубу Борусија Менхенгладбах. 2007. године потписао је за Олимпијакос. После две сезоне које је провео на позајмици, Митроглу се усталио у првом тиму, а највећи успех постигао је хет-триком против Андерлехта у Лиги шампиона у победи свог клуба са 3:0. Митроглу је постао први грчки фудбалер који је постигао хет-трик у Лиги шампиона. У 2014. години потписао је за Фулам. Од 2017. игра за Олимпик из Марсеља.
Један од надимака му је и Митрогол (енгл. Mitrogoal).